# 菊池武長
菊池 武長（きくち たけなが）は、戦国時代から安土桃山時代にかけての武将。初めは肥後国の菊池氏、後に安芸国の戦国大名・毛利氏に仕えた。子に林長早、林就長、林元尚。

## 生涯
延徳元年（1489年）、菊池氏に生まれる。
初めは肥後守護の菊池能運に仕えたが、永正元年（1504年）2月15日に菊池能運が死去すると、武長は備後国へと移り、後に毛利元就に仕えた。また、苗字を「菊池」から「林」へと改めている。
天正4年（1576年）8月20日に88歳で死去。長男の長早は既に小早川隆景に仕えていたため、次男の就長が家督を相続した。